# Alain Badiou
Alain Badiou (* 17. leden 1937 Rabat) je francouzský filozof a spisovatel narozený v Maroku. Byl profesorem na École normale supérieure. Jeho základními tématy jsou bytí, pravda, událost a subjekt, o nichž píše způsobem, který podle jeho slov není ani postmoderní, ani to není prosté opakování modernity. Nejznámější jeho prací je kniha L'Être et l'Événement (Bytí a událost) z roku 1988. Byl ovlivněn Louisem Althusserem, Jacquesem Lacanem a Paulem Cohenem (teorie množin). Vytvořil nový koncept ontologie, který má nahradit ontologii Martina Heideggera. Politicky patří k radikální levici. Kromě děl filosofických píše i beletrii a divadelní hry.

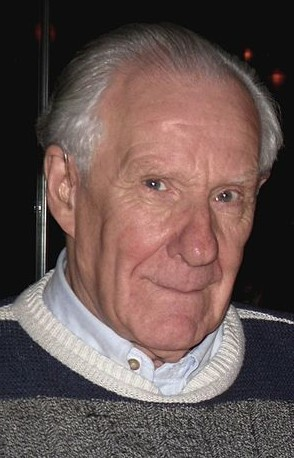
Alain Badiou (2010)

## Životopis
Badiou studoval na Lycée Louis-Le-Grand a pak na École Normale Supérieure (1957–1961). Již tehdy byl politicky aktivní a stal se
zakládajícím členem Sjednocené socialistické strany (PSU), která se mimo jiné
podílela na zápase o dekolonizaci Alžíru. V roce 1964 napsal svůj první
román Almagestes. V roce 1967 vstoupil
do studijní skupiny organizované Louis Althusserem. Byl rovněž ovlivněn Jacquesem Lacanem a stal se členem ediční rady Cahiers pour l'Analyse. Studentské
nepokoje z května 1968 posílily jeho vztah k radikální levici. Stal
se členem Union des communistes de France marxiste-léniniste
(UCFml), maoistické organizace založené na konci roku 1969. Badiou začal
působit na tehdy založené Univerzitě Paris
VIII/Vincennes-Saint Denis, kde vedl prudké debaty s Gillem Deleuzem a Jean-François Lyotardem, jejichž myšlení považoval za deviaci Althusserova marxismu. V osmdesátých
letech vytvořil svou vlastní filosofii (Teorie subjektu, Bytí a událost).  
Od roku 1999 působí na École Normale Supérieure a je členem mnoha dalších
institucí, jako je Collège
International de Philosophie. Angažoval se v „Politické organizaci“ – “L'Organisation
Politique”, založené v roce 1985, jež se věnovala především
situaci imigrantů ve Francii. V roce 2002 byl spolu s Yves Duroux
a svým bývalým studentem Quentin Meillassoux
zakladatelem Centre International d'Etude de la Philosophie Française
Contemporaine. Badiou rovněž sklízí úspěchy jako dramatik s divadelními hrami
jako Ahmed le Subtil. Jeho dílo je přeloženo do mnoha jazyků. Přednáší
na univerzitách jako Harvard, Princeton, Yale. 

### České překlady
- Svatý Pavel. Zakladatel univerzalismu, Praha, Svoboda Servis 2010.
- Manifest za filosofii a jiné texty, Praha, Herrmann a synové 2014.